# Nadja Spiegelman
Nadja Spiegelman (geboren 13. Mai 1987) ist eine US-amerikanische Schriftstellerin, die sowohl Artikel als auch Graphic novels veröffentlicht hat. Ihr erster Roman, Was nie geschehen ist, erschien 2017.

## Leben
Spiegelman, die mit vollem Namen Nadja Rachel Spiegelman heißt, ist die Tochter der Journalistin Françoise Mouly und des US-amerikanischen Autors und Comiczeichners Art Spiegelman. Sie wuchs gemeinsam mit ihrem jüngeren Bruder Dashiell Alan (* 1992) auf.
Sie wuchs in London und New York auf und besuchte die Stuyvesant High School. Seither lebt sie in Paris und Brooklyn. Sie nahm an einer Schreibwerkstatt von Anne Fadiman an der Yale University teil. Spiegelman publizierte drei Kinderbücher und 2017 eine (Auto-)Biografie über die Familiengeschichte ihrer Mutter.
Ihr Vater hat Nadja und ihrem Bruder Dashiell Metamaus die erweiterte Ausgabe seines Welterfolges Maus – Die Geschichte eines Überlebenden gewidmet.

## Biografischer Roman:Was nie geschehen ist
Der erste Roman von Nadja Spiegelmann, I’m Supposed to Protect You from All This erschien unter dem deutschen Titel Was nie geschehen ist, 2018 im Aufbau Verlag. Sie erzählt darin die Geschichte ihrer Familie, wobei insbesondere der Lebensweg ihrer Mutter, Françoise Mouly, sowie ihrer Großmutter von ihr nachgezeichnet wird. Durch ihren Roman sowie Gespräche mit Mutter und Großmutter verarbeitet Nadja Spiegelman familiäre Defizite wie Vernachlässigung und Demütigungen innerhalb der Familie. Dennoch ist es nicht nur eine Geschichte von egozentrischem Willen zur Selbstbehauptung einzelner Familienmitglieder, sondern es gelingt Spiegelman ein Gefühl der Gemeinsamkeit entstehen zu lassen, durch das eine Versöhnung mit der eigenen Vergangenheit erst möglich wird.
Die Vogue kürte Spiegelmans biografischen Roman zum besten Buch des Jahres.

## Werke
- I'm Supposed to Protect You from All This. Riverhead Books 2017, deutschsprachige Ausgabe Was nie geschehen ist, 2018, Aufbau Verlag, ISBN 978-3-351-03705-5[5]

Graphic Novels
- mit Trade Loeffler: Zig and Wikki in Something Ate My Homework. New York : Toon Books, 2014
- mit Trade Loeffler: Zig and Wikki in The Cow. Minneapolis, Minnesota : Spotlight, 2015
- mit Sergio García Sánchez: Lost in NYC: A Subway Adventure. New York, NY : TOON Books, 2015